# Slag bij Cerignola
De Slag bij Cerignola op 28 april 1503 was de eerste veldslag waar de vuurwapens van de infanterie het volledige verloop en de afloop bepaalden. 
Om een Franse invasie van zuid-Italië het hoofd te kunnen bieden, moest de Spaanse commandant Gonzalo Fernández de Córdoba de Fransen tegemoet treden. Zijn legermacht was bijna de helft van die van de Fransen. Hij stelde zijn leger op op een helling, recht tegenover de Franse cavalerie en de Zwitserse piekeniers. Dit was een goede stelling want zijn haakschutters werden beschermd door een aarden wal met greppel en in hun rug posteerde hij zijn piekeniers.
De Fransen en Zwitsers waren echter van mening dat een frontale aanval de Spaanse linies snel zou overrompelen. Hun aanval liep te pletter ter hoogte van de greppel waar ze niet onmiddellijk over raakten. Voor de goed opgestelde Spanjaarden was het dan ook niet moeilijk om een ware slachting onder de Franse troepen aan te richten. Het was hier dat de Franse aanvoerder Lodewijk van Nemours sneuvelde. Fernández wachtte het juiste moment af en beval toen zijn piekeniers en cavalerie om in de tegenaanval te gaan. De Fransen en Zwitsers waren nog niet hersteld van hun eigen aanval en na een relatief kort tijdspanne was de overwinning van Spanje een feit.
De slag had bewezen dat de Spaanse Tercio met haakschutters effectiever was dan de Franse opstelling met boogschutters.